# Lindra obtusa
Lindra obtusa är en svampart som beskrevs av Nakagiri & Tubaki 1983. Lindra obtusa ingår i släktet Lindra och familjen Lulworthiaceae.   Inga underarter finns listade i Catalogue of Life.